# Cucsifae
 (juin 2018).
Cucsifae est un groupe de punk rock argentin, originaire de Buenos Aires.

## Biographie
Le groupe est mené par le chanteur et guitariste Lucas Sequeira, ancien membre de Fun People. Sa première formation remonte à l'année 1993, sous le nom de HIV, qui a duré en 1994.
En 1995, ils sortent leur première démo intitulée Cucsiefae 95. En 1996, ils sortent leur premier album, intitulé Cucsifae, avec Alejo Galante à la batterie. En 1998, une compilation, Ningún Homenaje. Ningún Critico est publiée, dans laquelle participent des groupes comme Totus Toss, Jésus Martyr, Lacero, Restos Fósiles, et Cucsifae. En 1999, ils publient leur deuxième album, Acerca de personas. Le groupe offre différents concerts en Argentine, au Chili et en Uruguay. 
En 2001, ils publient leur troisième album, Brilla como un pequeño niño ; et en 2007, Take You Higher, un morceau enregistré aux studios Del Abasto al Pasture par Álvaro Villagra, producteur récompensé aux Grammy Awards. En juin 2014, Sequeira déclare, concernant la musique au sein du groupe : « La musique que je joue ,c'est pour guérir. »

## Discographie
- 1995 : Cucsiefae 95
- 1996 : Cucsifae
- 1998 : Ningún Homenaje. Ningún Critico (compilation)
- 1999 : Cucsifae y Pirexia. Soñando natural para no morir radioactivo
- 2000 : Acerca de personas
- 2003 : Brilla como un pequeño nini@
- 2005 : Wake Up
- 2007 : Take You Higher
- 2014 : Guerra de amor expansivo